# Schweifmetze

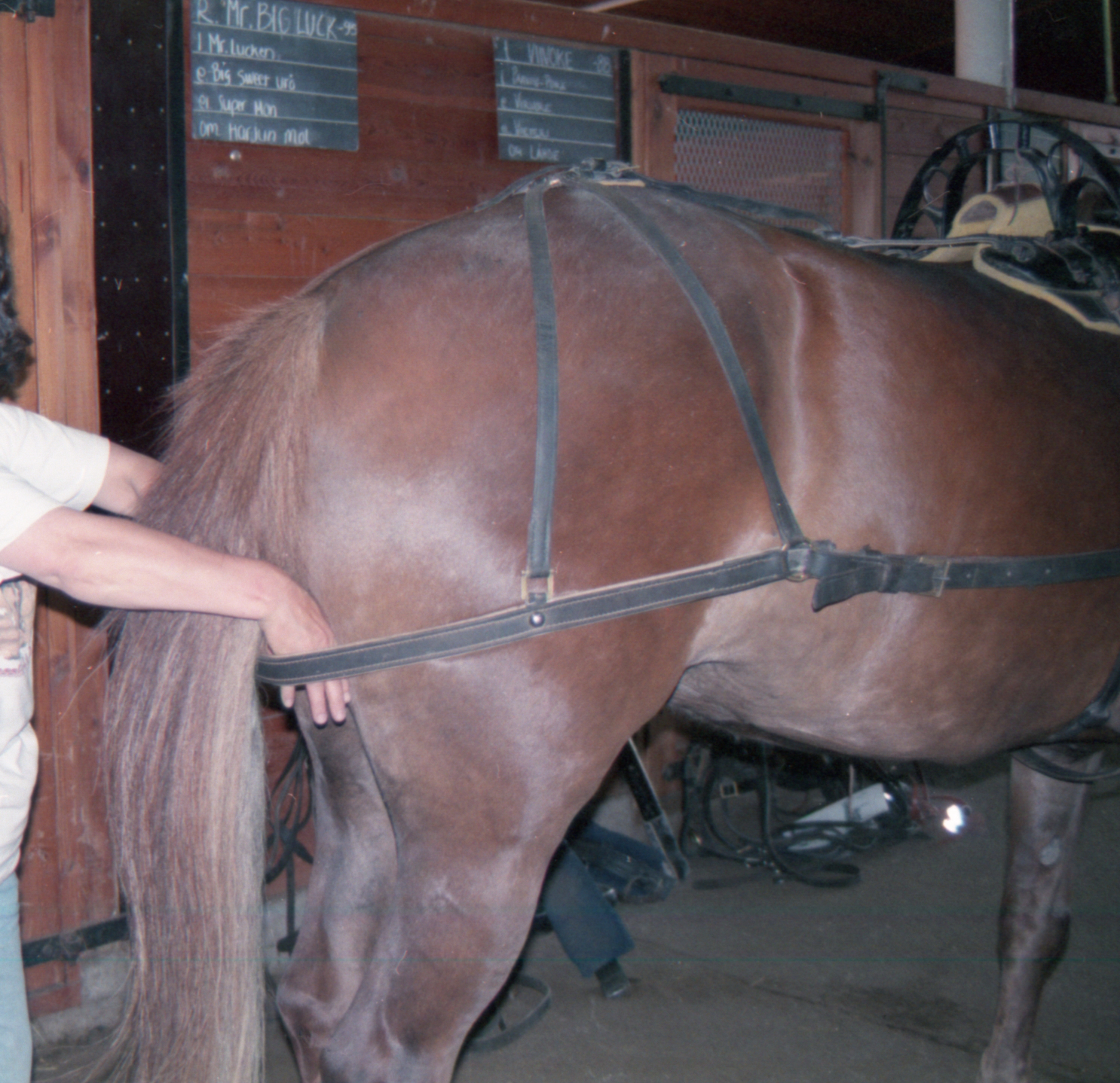
Die Schweifmetze darf nicht zu eng sein!

Die Schweifmetze ist Teil eines Fahrgeschirres, mit dem Zugtiere vor ein Arbeitsgerät oder einen Wagen gespannt werden.
Die Schweifmetze ist dasjenige Teil, das direkt unter der Schweifrübe liegt. Über den sogenannten Schweifriemen, der auf dem Rücken des Zugtieres aufliegt, ist sie verbunden mit dem Kammdeckel (beim Einspänner mit dem Selett) und verschafft dem Geschirr damit einen guten Sitz.
Um die Schweifmetze unter die Schweifrübe zu klemmen, wird die Schweifrübe mit der Hand fast senkrecht gestellt und dann erst die Schweifmetze darübergezogen.
Die Schweifmetze ist meistens aus Leder gefertigt und mit einer nachfettenden Saat (wie z. B. Leinsamen) gefüllt, damit sie stets geschmeidig bleibt.